# 一起来看流星雨
《一起来看流星雨》，中国大陆湖南卫视制作的一部校园青春偶像剧，由快乐男声和当时的一批新生代演员出演。

## 剧情简介
草根出身的楚雨荨是个品学兼优的高三女生，她最大的梦想就是能入读有名的贵族大学艾利斯顿学院。雨荨的舅舅雪村借钱，把雨荨送进艾利斯顿。
慕容云海、端木磊、上官瑞谦和叶烁是艾利斯顿的四大贵族子弟，个个阳光帅气，成为全校女生热捧的偶像。这四个少年不满足于父母安排的生活，不愿就读艾利斯顿，一心想让校长开除自己，于是合谋了种种闹剧，成为令校长头痛的H4组合。
雨荨和H4不可避免地相遇，雨荨由于替人打抱不平而成为H4恶作剧的对象，在较量和比拼中相互欣赏成为朋友。最后H4为雨荨的坚强自立感动，转变成学校的四大优秀生。

## 主要角色
| 演員   | 角色     | 漫畫原名   | 簡介 |
| 郑 爽  | 楚雨蕁   | 牧野杉菜   | 從小失去父親。為了一個好的前途，報答媽媽的養育之恩，在舅舅的支持下，進了艾利斯頓商學院。因而跟雲海和端木磊陷入一段三角戀關係。她不知道端木磊是她兒時的小夥伴，卻一直覺得他的眼神好熟悉。開始對憂郁的端木磊產生好感，後來才逐漸發現，最令她討厭和痛恨的雲海，才是她真正喜歡的人。 |
| 張 翰  | 慕容雲海 | 道明寺司   | 家庭富有，初中畢業就被忙於公司事務的父母送往澳洲留學，在澳洲迷上了賽車，並且因為賽車而荒廢高中畢業後，但是因為酷愛賽車，沒有參加大學考試，瞞著父母參加一個車隊，並在賽車中受傷。母親沈含楓得知後，強行將他送回國。並送入艾利斯頓商學院，希望能改變他的性格。雲海回國後，偶遇楚雨蕁，對這個倔強的女孩子產生興趣，兩人在學校裏是死對頭，兩人從不打不相識、後來互相產生感情。但是兩個人的感情一波三折，橫亙人這間的，除了貧富懸殊，性格的差異，還有母親的反對。                                                                                 |
| 俞灝明 | 端木磊   | 花澤類     | 由於從小父母忙於工作，所以養成了獨立，自閉的性格。在小時候就認識楚雨蕁，並得到雨蕁的保護。父母是國際有名的大醫生，但是自己卻會暈血，所以長大不能做醫生。小時候是個自卑自閉的胖男孩。長大成人後是個憂鬱的翩翩美少年。當楚雨蕁進入艾利斯頓學院的時候，立刻認出了雨蕁，並回報似的保護雨蕁，雨蕁逐漸愛上了他，但是他卻在此時愛上了鋼琴老師于馨。後來于馨去了英國，他也尾隨而去，不久後又回來了。後來終於被楚雨蕁所感動，愛上了雨蕁，雨蕁卻已經跟慕容雲海開始了真正的戀情，端木磊陷入了友情與愛情的漩渦之中。終於，他選擇了退出，默默地守護雨蕁。 |
| 魏 晨  | 葉 爍    | 美作玲     | 因為家庭經歷過貧窮和苦難，他比雲海等人成熟。非常孝順母親，不允許母親受一點苦。哥哥是學電腦網路的。因為工作耽誤了父親的病。後來雖然哥哥發了財，成了網路新貴，但並不能磨減當年哥哥帶給母親痛苦時在葉爍心裏留下的陰影，所以同樣是一個電腦天才的葉爍千方百計地創造自己的網路遊戲世界，以期能夠跟哥哥抗衡。一次偶然的機會讓他愛上了慕容雲海的姐姐慕容雲朵（肖涵飾），但這註定是一場跌跌撞撞的戀愛。而他的情敵是艾利斯頓商學院昔日的考神林曉黎。                                                                                                   |
| 朱梓驍 | 上官瑞謙 | 西門總二郎 | 他因為從小已被父母安排好自己未來要走的道路，且沒有很大的反抗精神，唯一的反抗就是婚姻。所以對每個女孩都很多情，並且每個女孩的保值期就只有兩個星期。與各種女孩打打鬧鬧，很會說話，自稱情聖，很可愛活潑，有些無厘頭的感覺，單純，很討女孩子的歡心，是個有名的花心公子。自從認識雨蕁的朋友小漁後，逐漸被小漁的真誠所打動，慢慢開始喜歡這個女孩子後由於被雨蕁和雲海的愛情所感染，學會努力去追求自己的幸福，才對小漁敞開心扉，回到小漁身邊。 |

其他角色
- 彭　杨 饰演 于　馨（漫畫原名：藤堂靜）
- 肖　涵 饰演 慕容云朵（漫畫原名：道明寺椿）
- 陈一娜 饰演 小　渔（漫畫原名：松岡優紀）
- 任斯璐 饰演 徐丽丽
- 殷叶子 饰演 赵美然
- 马剑琴 饰演 温　思（漫畫原名：大河原滋）
- 宗峰岩 饰演 林晓黎
- 黄志玮 饰演 叶　勉
- 陆　虎 饰演 郭蓉蓉
- 楚轶男 饰演 金娜娜
- 李东霖 饰演 柴雪村（漫畫原名：牧野晴男）
- 李　颖 饰演 沈含枫（漫畫原名：道明寺楓）
- 徐　扬 饰演 楚　母（漫畫原名：牧野千惠子）
- 王建新 饰演 慕容中石
- 李世鹏 饰演 解甲龙
- 张译木 饰演 兰　姑
- 徐志贺 饰演 校　长
- 蔡俊涛 饰演 安远老师
- 米　露 饰演 Lisa（友情客串，漫畫原名：日向更）

## 電視劇歌曲
| 曲序 | 曲目                   |        | 作曲         | 演唱         |
| ---- | ---------------------- | ------ | ------------ | ------------ |
| 1.   | 星空物语（主题曲）     | 郭敬明 | 谭伊哲       | H4           |
| 2.   | 我要的飞翔（片尾曲）   | 冀楚忱 | 谭伊哲       | 许飞         |
| 3.   | 多余的流星（插曲）     | 曾轶可 | 曾轶可       | 曾轶可       |
| 4.   | 拾忆（插曲）           | 陆虎   | 陆虎         | 张翰         |
| 5.   | 一个人的浪漫（插曲）   | 张彰   | 谭伊哲       | 俞灏明       |
| 6.   | 分身情人（插曲）       | 张欣瑜 | 林从胤       | 魏晨         |
| 7.   | 爱的华尔兹（插曲）     | 严艺丹 | 刘佳         | 俞灏明、郑爽 |
| 8.   | 雨痕（插曲）           | 魏晨   | 魏晨         | 魏晨         |
| 9.   | 想念的歌（插曲）       | 张彰   | 赵博         | 朱梓骁       |
| 10.  | 让我为你唱首歌（插曲） | 严艺丹 | 严艺丹、刘佳 | H4           |

## 评价与争议
该剧自开拍时即受到了很多关注。
- 部分网友认为该剧的演员的演技及各个场景的选择都很出色。该片虽受网友争议，但收视率方面颇高。 官网评价（页面存档备份，存于）
- 曾一度传出取景地厦门大学的学生对这样的戏进入厦大表示抵触，[2]但不久后马上有消息表示学生并无所谓[3]。
- 该剧制作方声明此剧为原创作品（制作方说明（页面存档备份，存于）），但无论从角色的建立和剧情的结构，效仿《流星花园》，而且片中的背景音很显然抄袭《命中注定我爱你》、《樱野三加一》等台湾偶像剧里出现的背景音。更有甚者，该剧还是未经《花样男子》原著授权而自行制作，在该剧开拍前，剧组却声称为“中国版《花样男子》”备受争议。但也有消息称，日方违约在先，将版权同时卖给韩国某制作公司，最后协商湖南卫视可以不付版权费，使用《流星花园》的故事线，但必须更改所有角色名；这也解释了面对版权问题，为何日方从来不曾追究过湖南卫视方。
- 该剧的植入式广告数量多且明显，有评论认为该剧把观众当成了傻瓜。更有网友将该剧戏称为一起去看硫酸雨、一起去看雷阵雨（网友评价该剧（页面存档备份，存于））和“一起去看流星锤”等。

## 收视
该剧自2009年8月8日开播以来，收视率较高，并据央视索福瑞公司数据，8日该剧在全国同时段的收视冠军。平均收视率1.9%，收视份额7.73%。

## 宣传活动
| 播出时间      | 活动           | 出席演员                         |
| ------------- | -------------- | -------------------------------- |
| 2009年8月15日 | 《快乐大本营》 | 郑爽、张翰、俞灏明、魏晨、朱梓骁 |